# Hipó de Messana
Hipó de Messana (en grec antic: Ἵππων, llatí: Hippon) fou un governant de l'antiga Grècia que era tirà de Messana quan Timoleont va desembarcar a Sicília.
El tirà Mamerc de Catana havia estat derrotat, i es va refugiar amb Hipó l'any 338 aC. Timoleont el va seguir i va assetjar Messana per mar i per terra. Hipó va veure la partida perduda i va intentar fugir de la ciutat amb un vaixell, però va ser capturat i portat a la ciutat on va morir executat en el teatre públic de Messana.